# Parc national de Sena Oura

.
Le parc national de Sena Oura (PNSO) est un parc national du Tchad créé le 10 juin 2008 par le décret N°14/PR/2008. Il est situé dans le département de Mayo-Dallah, région du Mayo-Kebbi Ouest et dispose d'une surface de 735,2 km2.  En 2022, lors de la 34e session du Conseil de l’Unesco, tenue du 13 au 17 juin 2022 au siège de l’organisation à Paris en France, le parc national de Sena Oura  est place patrimoine mondiale de l’Unesco. Le 27 février 2023 un accord a été signé entre le gouvernement tchadien et  l’Ong internationale Wildlife conservation city pour la gestion du Parc. 
Il jouxte le parc camerounais de Bouba Ndjida et comprend la rivière Sena Oura.

## Biodiversité
Doté d'un écosystème de type savane soudanaise, le parc abrite notamment des élands de Derby, des hippotragues,des damalisques, et des éléphants.
La végétation comprend notamment Terminalia laxiflora et Isoberlinia doka.